# Втора силезийска война
Втора силезийска война (на немски: Zweiter Schlesischer Krieg, на английски: Second Silesian War) се нарича конфликтът между Прусия от една страна и Австрия и Саксония от друга страна за контрол над богатата и гъсто населена област Силезия. Той е продължение на Първата силезийска война (1740 – 1742), протича през 1744 и 1745 г. в рамките на Войната за австрийското наследство и завършва с убедителна победа за Прусия.

## Предистория на войната
През май и октомври 1740 г. на троновете на Прусия и Австрия се възцаряват двама млади и интелигетни монарси – Фридрих ІІ и Мария-Терезия. Фридрих наследява една добре организирана, макар и малка държава, със здрави финанси и армия по-силна, отколкото може да се предполага. Прусия има стари претенции към някои части на Силезия – херцогствата Лигниц, Волау, Берг и Ягерндорф, но същинската причина Фридрих да иска областта са нейните впечятляващи находища на руда и въглища, които от векове я правят ценна за различни монарси и се разработват и до днес. От друга страна, Австрия – която е много по-голяма и авторитетна и разполага с голям потенциал – е в криза, която се дължи на недалновидното управление на Карл VІ. Останал без мъжки наследник, Карл завещава всичките си владения на първородната си дъщеря Мария Терезия чрез документа Прагматическа санкция. Той получава признание за правата на дъщеря си от всички важни европейски държави, дори и от Прусия, но за сметка на това пренебрегва важните неща: армията и финансите.
Когато Карл VІ умира и Фридрих напада Силезия (декември 1740 г.), Мария Терезия няма възможност да я предпази. Областта с ключовите градове пада с лекота пред агресора и едва четири месеца по-късно австрийците изпращат армия. Тя обаче е отблъсната при Молвиц (10 април 1741 г.) и впоследствие още веднъж при Хотузиц. Така Силезия е загубена. Проблемът пред австрийците е, че те се оказват във война също така със Саксония, Бавария, Франция и Испания и разпокъсват силите си. През лятото на 1742 г. Великобритания притиска австрийското правителство да сключи мир с Прусия, за да се образува голям фронт против Франция. Заплашвайки, че ще спре субсидиите (а това би било фатално за Мария Терезия), то я изнудва да приеме загубата на ценната област. Тя приема с договорът от Берлин на 28 юли 1742 г. Фридрих обещава да не воюва отново против Австрия, но ситуацията не се развива според вкуса му. След оттеглянето му положението на Хабсбургската монархия бързо се подобрява – армиите ѝ отблъскват французите, покоряват Бавария, Саксония минава на тяхна страна, има успехи и срещу испанците в Италия. Опасявайки се, че австрийците могат да нападнат новата му придобивка, той замисля превантивна война.

## Военни действия
В средата на август 1744 г. пруската армия навлиза в Чехия и до месец завзема Прага. Фридрих се надява, че заетата срещу французите австрийска армия няма да се върне скоро, но се лъже – още през октомври австрийците застават срещу него. Командва ги старият фелдмаршал фон Даун. Фридрих търси решително сражение, където отличната му пехота да победи, но Даун избягва битката. Вместо това той застрашава снабдителните линии на прусаците и ги принуждава да се оттеглят в Силезия. В този момент Фридрих се обявява в подкрепа на бавареца Карл VІІ, първият император, който от 300 години не е от рода на Хабсбургите. Така той иска да си осигури съюза на Франция и Бавария. Но Карл умира през януари 1745 г. и каузата на Прусия изгубва смисъла си. Освен това австрийците бързо нахлуват в Бавария и сключват с новия владетел удачен договор във Фюсен.
Вдъхновените австрийци решават, че е настъпил моментът да се разправят и със северните си съседи. През май те прехвърлят войски в Силезия, но са изненадани и решително разбити от Фридрих при Хоенфридберг. Така надеждите за връщане на областта се провалят. Освен това прусаците отново навлизат в Чехия и се установяват близо до горното течение на Елба. В началото на есента там се завръзва нова битка (битката при Зоор), завършила отново с победа за здравата пруска пехота. Фридрих очаква, че сега вече ще се премине към мирни преговори, но Мария Терезия упорства – тя правилно преценява, че Силезия си струва още едно усилие. Този път австрийците се подготвят добре и в съюз със саксонците навлизат в старата територия на Прусия (или Бранденбург), целейки се в Берлин (само на 50 км от границата). В две последни сражения бързо завърналата се пруска армия побеждава саксонците при Хенердсорф и Кеселдорф и окупира Дрезден. Останала без съюзник и респектирана от новите победи на Фридрих Австрия склонява да признае властта му над Силезия. Мирът е подписан в саксонската столица на 25 декември 1745 г. без промени на границите.

## Последици
Прусия побеждава благодарение на стабилната си армия, която именно с успехите от 1745 г. придобива славата на непобедима сила. Това е моментът, когато нейният млад владетел започва да се нарича с прозвището „Велики“. И наистина именно той със своя дух и военни умения, подпомаган от цяла плеяда талантливи генерали, е причината за пруския триумф. Сега малкото кралство вече претендира за място сред Великите сили, които чертаят съдбата на Европа.
За Австрия разочарованието е голямо. На този етап от войната вече се очертава фактът, че тя ще запази своята цялост, с изключение на Парма, Силезия и евентуално Нидерландия. Но за Мария Терезия не е достатъчно да бъде призната от Европа, нито дори това, че нейният съпруг е избран на мястото на Карл VІІ за свещен римски император. Силезия е болезнена загуба и тя не иска да я приеме. Неслучайно при сключането на мира в Аахен (Екс-ла-Шапел) през 1748 г., с който свършва Войната за австрийското наследство, кралицата подписва с особено мнение.
Тя се заема с мащабна военна реформа. Всъщност повечето ѝ реформи имат за крайна цел да се създаде силна и добре обучена австрийска армия, която да отмъсти за унижението от първите силезийски войни. Тя привлича на ствоя страна Франция, която се чувства обидена от това, че Фридрих ІІ два пъти се е отметнал от съюза с нея и е сключил сепаративен мир. Заедно с Русия двете стари съпернички образуват убийствена коалиция, която едва не смазва Прусия през Третата силезийска война. Това са толкова грандиозни размествания в международните отношения, че науката ги е нарекла „дипломатическа революция“.